# Dipelta
Dipelta er en lille slægt med 3-4 arter, som er udbredt (endemiske) i Kina. Det er løvfældende buske med kortstilkede blade, som har hel eller svagt tandet rand. Blomsterne sidder samlet i endestillede aks eller toppe på kortskud, der blev dannet året før. Blomsterne er klokkeformede og svagt uregelmæssige (énsymmetriske), dvs. tolæbede. De 4-5 kronblade er rosenrøde eller lysegule på ydersiden. Frugten er en kapsel med to frø.
| Beskrevne arter |

| - Skjold-dipelta (Dipelta floribunda) |

| Andre arter |

- Dipelta ventricosa
- Dipelta yunnanensis

## Note
1. ↑  Jost Fitschen: Gehölzflora, 1987, ISBN 3-494-01151-6 side 97-28

## Galleri
|  |  |  |